# Pterospermum grande
Pterospermum grande är en malvaväxtart som beskrevs av William Grant Craib. Pterospermum grande ingår i släktet Pterospermum och familjen malvaväxter. Inga underarter finns listade i Catalogue of Life.